# Blekova vas
Blekova vas (izgovarjava [blɛˈkoːʋa ˈʋaːs], nemško Fleckdorf) je nekdanja vas v zahodni Sloveniji v Občini Logatec. Danes je del mesta Logatec. Vključena je v tradicionalno pokrajino Notranjsko in je danes vključena v Osrednjeslovensko statistično regijo.

## Geografija
Blekova vas leži na Logaškem kraškem polju zahodno od centra Logatca in severno od ceste Vrhnika–Kalce. Tla so prodnata in pokrita z obsežnimi travniki. SZ od vasi ležijo Blekovske gmajne, južno od vasi pa se dviga hrib Sekirica (545 mnm) s skakalnico, ki jo je zgradil Stanko Bloudek. Ob vznožju Sekirice leži ribnik Lokva in je življenjski prostor rib in rakov. V Kobalovem studencu naj bi v danes že zastuem delu vasi v preteklosti našli živo srebro, ki naj bi bilo povezano z idrijskim rudiščem.

## Ime
Blekova vas se v zgodovinskih virih med letoma 1763 in 1787 izpriča kot Dablokova in Dablo Konc. Ime Blekova vas naj bi bila izpeljana iz osebnega imena Blek, verjetno metateze imena, podobnega starovisokonemškemu imenu Walh ali Waliko. Manj verjetna teorija izpeljuje ime iz občnega imena blek oz. obliža.

## Zgodovina
Blekova vas velja za najstarejše naselje na Logaškem. Severno od vasi se ob cesti nahaja arheološko najdišče Krvava jama, kjer so našli artefakte iz poznega srednjega veka in zgodnjega novega veka. Po ustnem izročilu naj bi na tem območju v času Ilirskih provinc potekala bitka s francoskimi vojaki. Vas je pogorela v požaru leta 1874.
Blekova Vas je imela leta 1880 138 prebivalcev v 19 hišah, leta 1900 pa 148 prebivalcev v 21 hišah. Blekova vas je bila leta 1972 priključena Logatcu in je s tem prenehala obstajati kot samostojno naselje.

## Galerija
- Stara krajevna tabla